# Michelangelo Abbado
Michelangelo Abbado (Alba, 22 settembre 1900 – Gardone Riviera, 24 settembre 1979) è stato un violinista italiano.

## Biografia
Era il figlio di Michele Abbado, scienziato e professore universitario, e Vittoria Gallian.
Padre di Marcello (pianista e compositore) e Claudio (direttore d'orchestra), nonno di Roberto (direttore d'orchestra) e Daniele (regista).
Si diplomò in violino, sotto la guida di Enrico Polo, e in composizione, con Giacomo Orefice. Insegnò violino al Conservatorio di Musica G. Verdi di Milano per oltre cinquant'anni e ne fu vice direttore; precedentemente insegnò inoltre presso i conservatori di Palermo e Parma.
Ha tenuto numerosi concerti, sia come solista, sia come membro o direttore di orchestre di musica da camera: ha suonato in trio con il pianista Carlo Vidusso e il violoncellista Gilberto Crepax tra il 1938 ed il 1945. Il suo repertorio si estendeva dalla musica antica (di cui curò studi e revisioni) sino alla musica di autori italiani contemporanei (Ghedini, Bettinelli, Gian Francesco Malipiero): la collaborazione con il violoncellista Riccardo Malipiero senior, fratello di Gian Francesco e padre di Riccardo Malipiero junior, lo portò ad essere a capo del Quartetto Abbado-Malipiero dal 1927 al 1934.
Nel 1941 ha fondato l'Orchestra d'archi di Milano, conducendola come direttore solista; è stata la prima orchestra italiana specializzata in musica barocca.
Nel 1934 ha pubblicato per la Ricordi l'ancora fondamentale studio teorico Tecnica dei suoni armonici per violino, un'opera in cinque volumi. Tra le altre sue pubblicazioni, oltre a numerosi saggi (per esempio, Come studiare i capricci di Paganini) ed articoli, nel 1943 scrisse una monografia su Antonio Vivaldi. Molte le trascrizioni e revisioni di partiture di musiche di Vivaldi, Paganini, Bach, Albinoni, Benedetto Marcello ed altri.
Dal 1962 abbandonò l'attività concertistica dedicandosi completamente agli studi di teoria della musica e di tecnica violinistica.
Tra i suoi numerosi allievi si possono citare Pina Carmirelli, Mauro Loguercio e Franco Fantini (per lungo tempo primo violino al Teatro alla Scala).
Riposa a Milano, in un colombaro del cimitero di Bruzzano, a fianco della moglie.
Nel 2003 a Michelangelo Abbado è stata intitolata una sala del teatro della sua città natale, Alba.

## Pubblicazioni

### Monografie
- Tecnica dei suoni armonici per violino, Milano, G. Ricordi e C., 1934
- Antonio Vivaldi, Torino, Edizione Arione, 1942
- Come studiare i Capricci di Paganini, Milano, Edizioni Suvini Zerboni, 1973

### Saggi
- La scordatura negli strumenti ad arco e Nicolò Paganini, in «La Rassegna Musicale», n. 5 (1940), pp. 213-226
- Sull'esistenza dei suoni armonici inferiori, in «Acta musicologica», XXXVI fasc. 4 (1964), pp. 234-237
- Presenza e udibilità degli armonici inferiori e conseguente spiegazione del terzo e quarto suono, in «Musica d'oggi», n.s., VIII (1965), n. 3, pp. 76 ss.
- Presenza di Tartini nel nostro secolo, in «Nuova Rivista Musicale Italiana», anno IV. n. 6 (nov-dic. 1970), pp. 3-22
- Terzo e quarto suono, in «Rivista italiana di musicologia», V (1970), pp. 99-147
- Ritorno a Paganini, in «Chigiana» [Rassegna annuale di studi musicologici], voll. XXXIX-XXX (1975), pp. 165-177
- Con quali strumenti si dovrebbero eseguire le sonate per violino e basso, in «Nuova Rivista Musicale Italiana», anno XII n. 2 (1978), pp. 157-165
- Antonio Vivaldi nel nostro secolo, con particolare riferimento alle sue opere strumentali, in «Nuova Rivista Musicale Italiana», anno XIII n. 1 (1979) pp. 79-112